# Amblyseius cinctus
Amblyseius cinctus är en spindeldjursart som beskrevs av Corpuz-Raros och Rimando 1966. Amblyseius cinctus ingår i släktet Amblyseius och familjen Phytoseiidae. Inga underarter finns listade i Catalogue of Life.